# 新ひだか町立静内病院
新ひだか町立静内病院（しんひだかちょうりつしずないびょういん）は北海道日高郡新ひだか町にある医療機関である。

## 沿革
1944年3月に静内町立病院として新築工事に着工されたが、工事中に日本医療団北海道支部に移管されることになり、1946年8月に日本医療団北海道支部静内病院として開院。1948年8月に道に移管され、北海道立静内病院となった。さらに1994年には道立病院再編の一環で静内町に移管され、静内町立病院となった。
2014年には婦人科を開設した。それまで町内には1982年に旧静内町で開院した産婦人科医院があったが、2008年に分娩を休止、町内の妊婦は苫小牧の病院や浦河町の浦河赤十字病院に通院しなければならなかった。2013年10月末にはこの産婦人科医院が閉院した。町立病院の婦人科開設はこれを受けたもので、週3回常勤医の診療が受けられるようになった。
- 2014年（平成26年）
  - 5月 婦人科の外来診療を開始

## 診療科
出典
- 循環器科
- 内科
- 外科
- 婦人科
- 小児科
- 脳神経外科

## 医療機関の指定・認定
出典
| 健康保険法保健医療機関 | 国民健康保険療養取扱機関   |
| 生活保護法指定医療機関 | 結核予防法指定病院         |
| 労災保険指定病院       | 戦傷病者特別援護法指定病院 |
| 被爆者一般疾病指定病院 | 救急告示病院               |

## 交通
- JR日高本線静内駅より徒歩15分[7]